# Kamienica przy ulicy Nowy Świat 15/17 w Warszawie

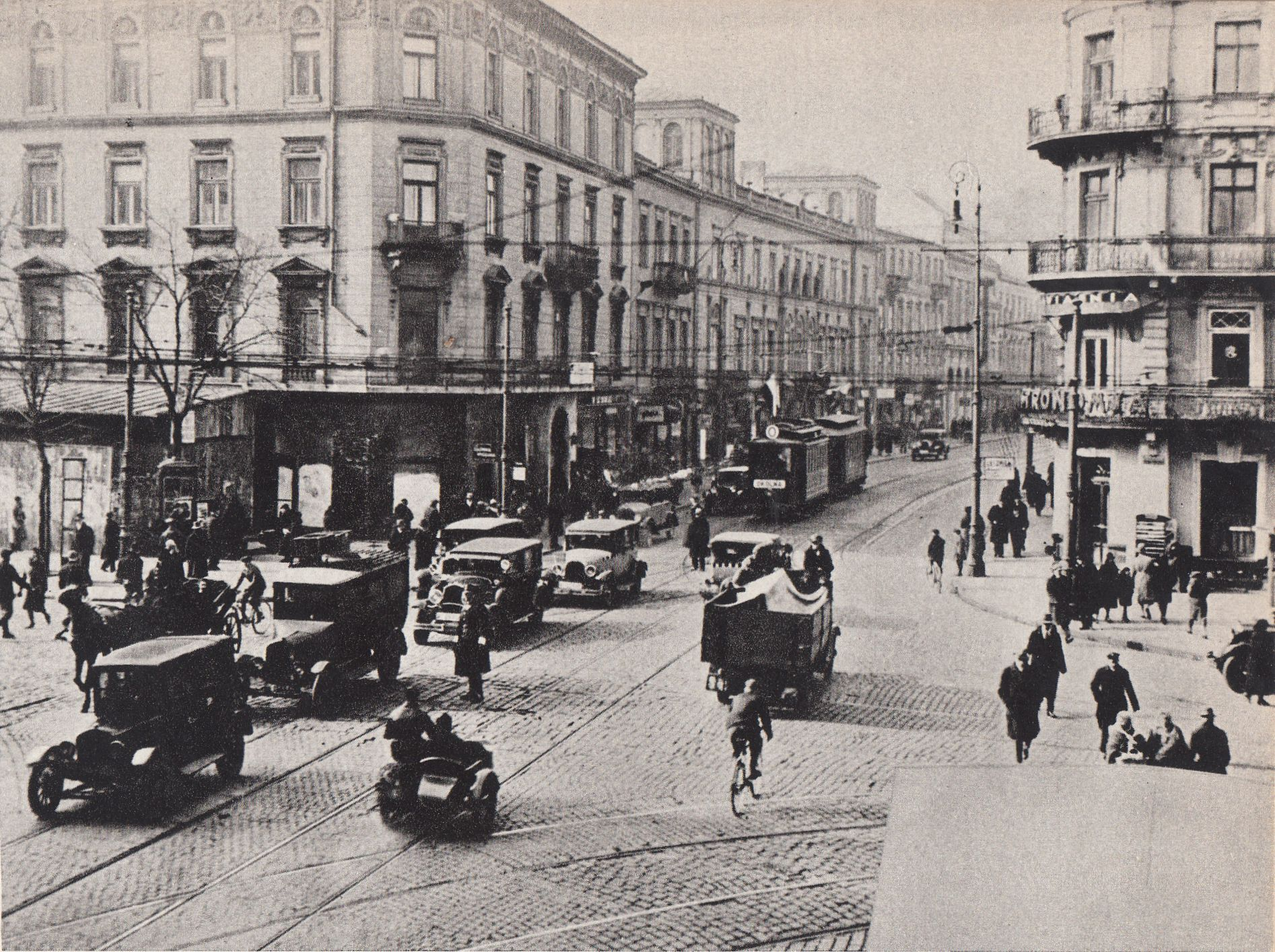
Skrzyżowanie Alej Jerozolimskich i Nowego Światu, po lewej narożna kamienica Istomina

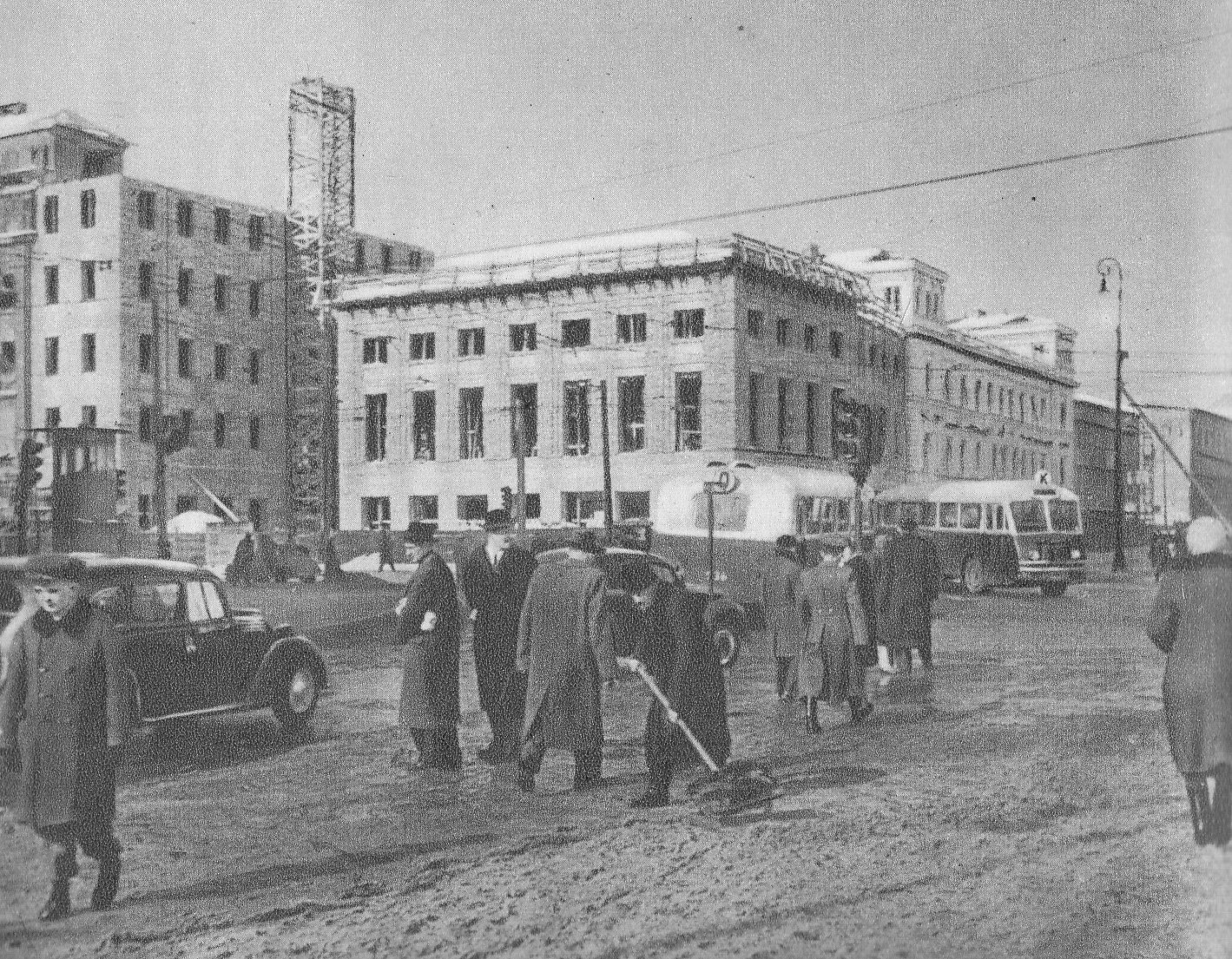
Budowa budynku (1949)

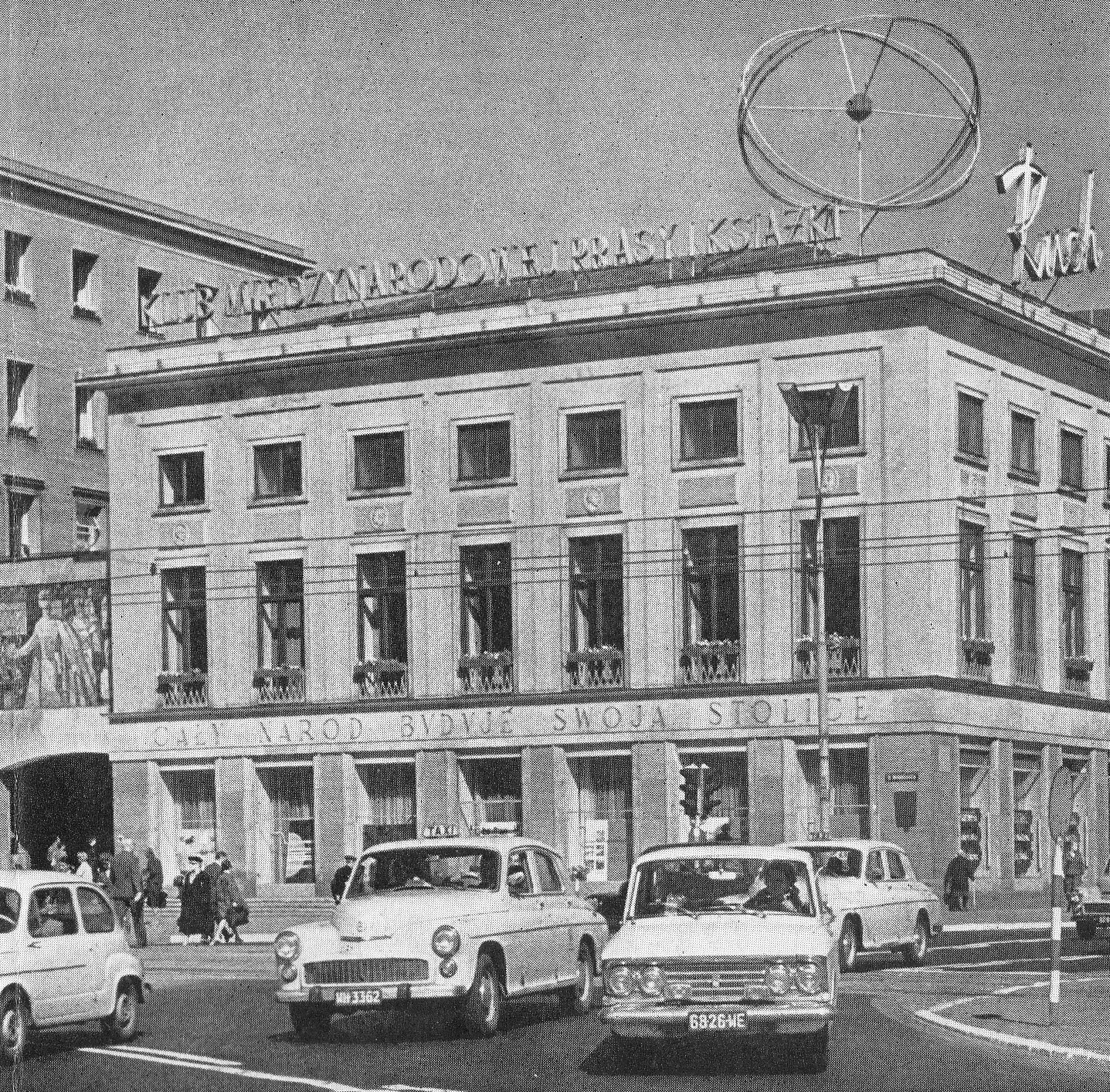
Budynek w latach 70. XX wieku z neonem Klubu Międzynarodowej Prasy i Książki

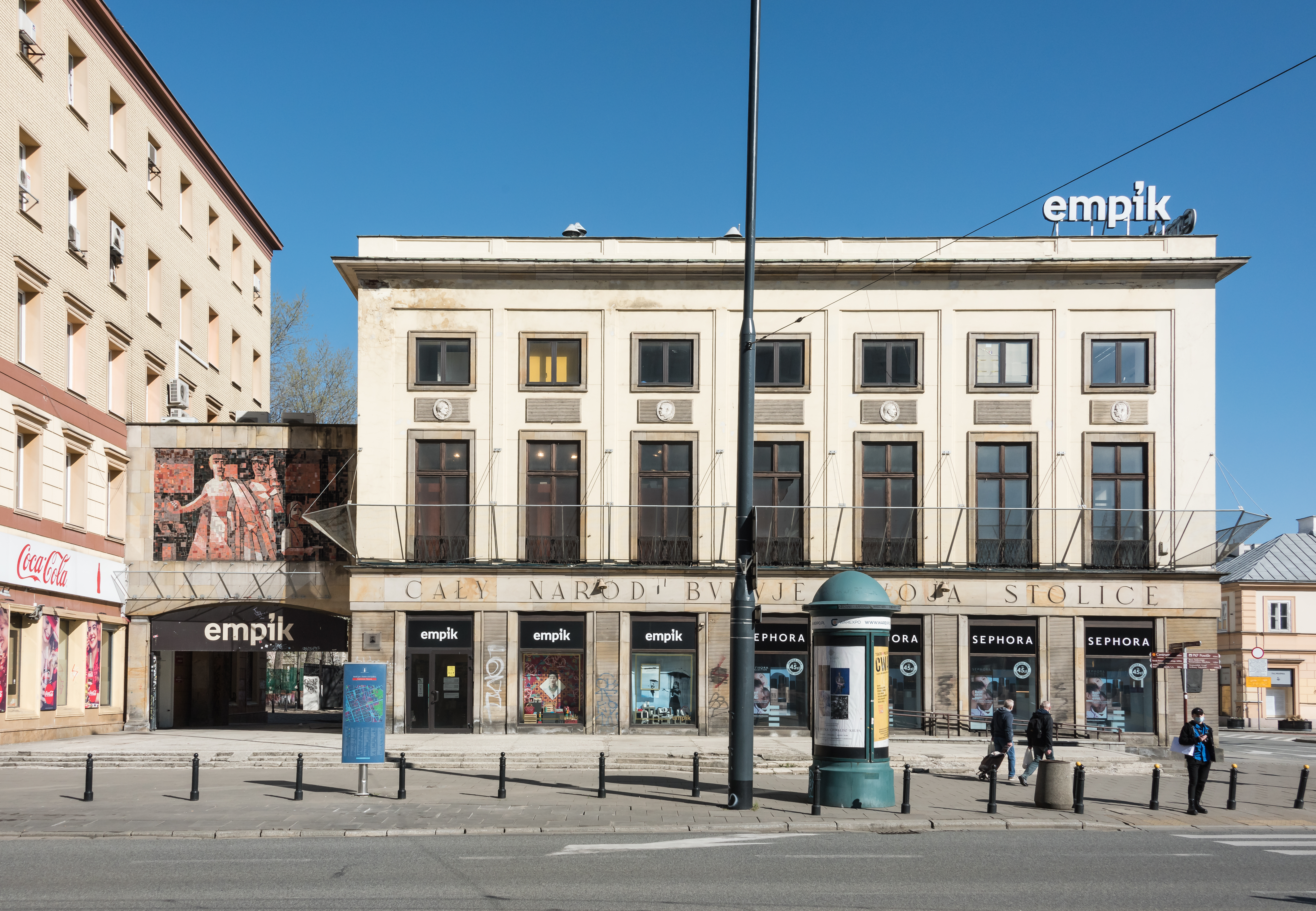
Budynek od strony Alej Jerozolimskich

Kamienica przy ulicy Nowy Świat 15/17 w Warszawie – dwie sąsiadujące ze sobą kamienice: socrealistyczna kamienica wzniesiona w roku 1950, znajdująca się przy ulicy Nowy Świat 15 w Warszawie na rogu Alei Jerozolimskich oraz kamieniczka pod adresem Nowy Świat 17. Kamienica posiada również adres Aleje Jerozolimskie 26.

## Historia

### Od 1823 do 1939 roku
Pierwsza duża kamienica stanęła tu (na posesji nr 15) w 1823 roku według projektu Adolfa Schucha dla Antoniego Husaka. Została przebudowana i podwyższona o jedno piętro (do 4 kondygnacji) według projektu Józefa Hussa w 1882 roku. Była wtedy własnością kupca herbacianego Wsiewołoda Istomina. Najwyższa kondygnacja miała historyzującą dekorację sztukatorską, w której nad prostokątnymi oknami zaprojektowano półokrągłe, zdobione płyciny, a nad nimi wydatny gzyms.
W latach 50. XIX wieku znajdowała się tu kawiarnia Stanisława Dobrowolskiego. W 1884 roku w kamienicy (z wejściem na rogu) otwarto mleczarnię i kawiarnię „Udziałową”, w której dostępna była krajowa i zagraniczna prasa, a wieczorami grała orkiestra. Podawano tu modny wtedy kefir i kumys. Tu spotykała się redakcja pisma artystycznego „Chimera”, Stefan Żeromski poznał tu przyszłą żonę, Władysław Reymont myślał o „Chłopach”, bywał tu Bolesław Leśmian, Jerzy Zaruba rysował tu swoje karykatury. Około 1932 roku na miejscu kawiarni powstał zespół nowoczesnych lokali „Café Club”, które zajmowały także trzy piętra kamienicy, a od strony Alei Jerozolimskich dobudowano parterowy pawilon z tarasem na dachu. Były tu restauracja, kawiarnia i dansing.
W latach 1849–1851 pod adresem Nowy Świat 17 (między kamienicą Antoniego Husaka a pałacem Kossakowskich) wybudowano według projektu Henryka Marconiego małą 4-osiową, 3-kondygnacyjną kamieniczkę, która należała do Władysława Pusłowskiego. Styl jej fasady podporządkowano neorenesansowemu pałacowi.
W 1921 r. nieruchomość została nabyta przez Kazimierza Życkiego, który odsprzedał połowę tej działki w 1944 r. Stanisławowi Bardzińskiemu.

### II wojna światowa
W okresie okupacji lokal „Café Club” był dostępny tylko dla Niemców (Nur für Deutsche). Gwardia Ludowa dwukrotnie dokonała zamachu na Café Club (24 października 1942 roku i 11 lipca 1943 roku).
Kamienica została zniszczona w czasie wojny (miała przynajmniej wypalony dach i poddasze). Budynek przy Nowym Świecie 17 również został zniszczony.

### Po II wojnie światowej
Po wojnie nieruchomość pozostawała pod faktycznym zarządem miasta mimo korzystnego orzeczenia Sądu Grodzkiego w Warszawie z 1946, który uznał skargę przedwojennych właścicieli na bezprawne działania na ich działce i nakazał zwrócić im nieruchomość.
Mimo to, resztki obu budynków zostały rozszabrowane i zniszczone. W 1947 roku zostały z nich tylko piwnice. W 1950 r. działka oficjalnie przeszła na Skarb Państwa na podstawie orzeczenia prezydium Rady Narodowej m.st. Warszawy, która wywłaszczyła przedwojennych właścicieli na podstawie tzw. dekretu Bieruta mimo niekorzystnego dla Skarbu Państwa orzeczenia sądu z 1946. Wpisu do księgi wieczystej dokonano dopiero w 1956..
W latach 1949–1950 zbudowano przy rogu ulic nową kamienicę w stylu socrealistycznym według projektu Zygmunta Stępińskiego. Był to gmach Społecznego Funduszu Odbudowy Stolicy, stał się sławny z powodu umieszczonego na jego elewacji dużego napisu „CAŁY NARÓD BVDVJE SWOJĄ STOLICĘ” nad poziomem parteru (taki krój czcionki „U” wybrał projektant). Budynek został scalony łącznikiem z sąsiadującym z nim budynkiem mieszkalno-usługowym (o adresie Aleje Jerozolimskie 28). Zygmunt Stępiński przewidział, że ściany tego łącznika będą miejscem przyszłej dekoracji plastycznej. Płaskorzeźba jednak przez wiele lat nie powstawała, wreszcie 21 lipca 1964 roku odsłonięto tu mozaikę ukazującą m.in. sceny z zamachu na Café Club. Autorem mozaiki był Władysław Zych, który nie dożył odsłonięcia. Mozaikę kończyła jego żona Wanda Zych. Jest to jedyny w Warszawie zachowany do dziś przykład historycznej propagandy czasów PRL.
Na frontowej ścianie budynku 24 lutego 1952 roku, w 10. rocznicę powstania Gwardii Ludowej, odsłonięto brązową tablicę pamiątkową upamiętniającą akcje GL.
Nieruchomość została przekazana pod zarząd Robotniczej Spółdzielni Wydawniczej „Prasa-Książka-Ruch”, która 22 lipca 1951 otworzyła tam Klub Międzynarodowej Prasy i Książki.
Budynek przy Nowym Świecie 17 został po wojnie odbudowany w skromniejszym kształcie niż jego przedwojenny pierwowzór. Boniowanie jest jedynie na parterze, nie ma balkonu na II piętrze.
W 1990 na fasadzie budynku umieszczono tablicę upamiętniającą nadanie nazwy rondu gen. Charles’a de Gaulle’a w setną rocznicę urodzin generała.
W obu budynkach do lutego 2022 działał Empik Megastore. Od 19 kwietnia tegoż roku mieści się w nich punkt pomocy humanitarnej dla uchodźców z Ukrainy, który przeniesiono z hali widowiskowej Torwar.
Status właścicielski budynków pozostaje nieuregulowany. W 1957 roku wydano pierwszą decyzję odmawiającą zwrotu nieruchomości przy Nowym Świecie 15 spadkobiercom jej przedwojennych właścicieli. W 2009 roku Ministerstwo Infrastruktury wydało opinię o tym, że decyzja z 1950 roku została prawdopodobnie wydana z rażącym naruszeniem prawa. To otworzyło drogę do zwrotu nieruchomości spadkobiercom. Jedna ze spadkobierczyń, żyjąca obecnie w USA Małgorzata Bardzińska-Speidel, toczy spór z miastem o zwrot działki lub zadośćuczynienie. Jednak w związku z tym, że obecnie istniejący tu budynek został wybudowany od podstaw, sprawa jest daleka od ostatecznego rozstrzygnięcia
W 2022 budynek wpisano do rejestru zabytków.